# Jesús Vázquez Martínez
|  | «Jesús Vázquez» redirigeix aquí. Vegeu-ne altres significats a «Jesús Vázquez (desambiguació)». |

Jesús Vázquez Martínez (Ferrol, 9 de setembre de 1965) és un presentador de televisió i model gallec.

## Biografia
A principis de la dècada dels noranta començà en el món de la televisió amb La quinta marcha i amb Hablando se entiende la basca. L'any 1993 gravà un disc anomenat A dos milímetros escasos de tu boca amb el qual obtingué un Disc d'Or, però aquesta incursió musical no tingué continuïtat. El 1995 va quedar absolt en el Cas Arny a Sevilla, en el qual havia estat acusat de prostitució de menors, juntament amb altres persones conegudes.
L'any 1998, quan fou absolt de presentà A propósito i Gente con chispa. El 2001 presentà Ésta es mi gente a Telemadrid.
L'any 2002, de nou a Telecinco, fou el presentador de Popstars i més tard de Gran Hermano VIP, el 2003 treballà a Hotel Glam. Igualment presentà altres concursos reality com La isla de los famosos i Operación Triunfo.
Va presentar diverses emissions d'Operación Triunfo (Espanya) i de Supervivientes, i en els TP d'Or de 2006, rebé el Premi al Millor Presentador de Programa d'Entreteniment.
El 18 de juliol de 2008 es convertí en el primer espanyol nomenat Ambaixador de Bona Voluntat de l'ONU per als Refugiats.
Al novembre de 2005 Jesús Vázquez es casà amb la seva parella Roberto Cortés. Fou un dels primers casaments d'homosexuals a Espanya.

## Trajectòria a TV
- La quinta marcha (1990-1991) a Telecinco.
- Hablando se entiende la basca (1991-1993) a Telecinco.
- Desde Palma con amor (1992) a Telecinco amb Concha Velasco.
- La ruleta de la fortuna (1993-1994) a Telecinco.
- Manos a la obra (1998) a Antena 3.
- Gente con chispa (1999-2000) a TV Autonòmiques.
- De que hablan las Mujeres (2000) a Antena 3 (Una emissió).
- La central (2000) a Antena 3.
- ¿De qué hablan las mujeres? (2000) a Antena 3
- Ésta es mi gente (2001-2002) a Telemadrid.
- Popstars (2002) a Telecinco.
- Gran Hermano (2002-2003) a Telecinco.
- Hotel Glamour (2003) a Telecinco.
- Vivo cantando (2003) a Telecinco.
- Gran Hermano VIP: El desafío (2004-2005) a Telecinco.
- Allá tú (2004-2008) a Telecinco.
- Operación Triunfo (Espanya) (2005, 2006, 2008, 2009) a Telecinco.
- Supervivientes (2006, 2007, 2008, 2009) a Telecinco.
- Capítol 100 de Yo soy Bea (2006) a Telecinco.
- Nadie es perfecto (2007) a Telecinco.
- Dutifrí (2008) a Telecinco amb Xavier Sardà.
- Guerra de Sesos (2009)
- Mi familia contra todos (2009) a Telecinco.
- I love Escassi (2010) a Telecinco.
- La guillotina (2010) a Telecinco.
- ¡Allá tú! (2011) a Cuatro.
- Pekín Express (2011) a Cuatro.
- Uno para ganar (2011-actualitat) a Cuatro.
- La Voz (setembre de 2012) a Telecinco.
- La Voz Kids (febrer de 2014) a Telecinco.

## Premis i nominacions

### Premi Ondas
- Premi Ondas 2007 per la seva trajectòria professional
- Premi Ondas 2005 al programa Operación Triunfo (Espanya)

### Premis ATV
| Any  | Categoria                                | Programa                              | Resultat |
| ---- | ---------------------------------------- | ------------------------------------- | -------- |
| 2005 | Comunicador de Programes d'Entreteniment | Operación Triunfo (Espanya) i Allá tú | Nominat  |
| 2004 | Comunicador de Programes d'Entreteniment | Allá tú                               | Nominat  |

Presentador de Varietats i Espectacles

### TP d'Or
| Any  | Categoria                                | Programa                                              | Resultat  |
| ---- | ---------------------------------------- | ----------------------------------------------------- | --------- |
| 2007 | Presentador                              | Operación Triunfo (Espanya), Allá tú i Supervivientes | Nominat   |
| 2006 | Presentador de Varietats i Espectacles   | Operación Triunfo (Espanya) i Allá tú                 | Guanyador |
| 2005 | Presentador de Programes d'Entreteniment | Operación Triunfo (Espanya) i Allá tú                 | Guanyador |
| 2004 | Presentador de Programes d'Entreteniment | Allá tú                                               | Guanyador |
| 1991 | Presentador                              | La quinta marcha i Hablando se entiende la basca      | Nominat   |